# Kyselina tetrahydrofolová
Kyselina tetrahydrofolová (též k. tetrahydrolistová), resp. tetrahydrofolát (THF) či také tetrahydropteroylglutamát, je biologicky významný derivát kyseliny listové (vitamínu B9), který funguje jako kofaktor celé řady enzymů (především transferáz) v tělech organismů včetně člověka. THF vzniká z kyseliny listové dvojitou redukcí pomocí enzymu dihydrofolátreduktázy. Řadí se mezi pteridiny. Chemicky je složen u 6-methylpterinové části, na níž je přes p-aminobenzoovou kyselinu navázáno za sebou několik glutamátových zbytků.
Rostliny a některé mikroorganismy jsou THF schopné vyrábět, pro zbytek organismů je THF esenciální látkou (resp. je jí kyselina listová) a dá se považovat za vitamín. Hlavní funkcí tetrahydrofolátu v organismu je účast v enzymatických reakcích, kdy je přenášen jednouhlíkatý štěp. THF je schopen přijmout a zase odevzdat například methylové, methylenové, formylové, formiminové a methenylové zbytky, má tedy velmi široké spektrum působnosti. Navíc je možné v průběhu reakce tyto zbytky různě redukovat či oxidovat.

## Farmakologie
Člověk není schopen v těle vyrábět vlastní THF, zatímco patogenní bakterie tuto schopnost mají. Toho se využívá v léčbě bakteriálních onemocnění pomocí sulfonamidů. Ty jsou totiž pro bakterie k nerozeznání podobné p-aminobenzoové kyselině. Bakterie se je pokouší včlenit do molekuly budoucích THF, ale výsledkem je nefunkční kofaktor. Sulfonamidy jsou tedy tzv. kompetitivními inhibitory enzymů podílejících se na syntéze THF.